# Chikuwa
Il chikuwa (竹輪? "anello di bambù") è un prodotto alimentare tipico della cucina giapponese, di forma tubolare, a base di surimi, sale, zucchero, amido, glutammato monosodico e albume. Il tutto viene mescolato e avvolto intorno ad un bastone di bambù, poi viene cotto a vapore o alla griglia. Il suo nome deriva dalla forma che assume quando la pietanza viene affettata.
Alcune varianti del piatto come il kamaboko e il satsuma age sono molto popolari. A Tottori il consumo per famiglia è stato il più alto fra tutte le prefetture negli ultimi 30 anni, fin dal primo anno in cui questi record sono stati tenuti.
Ci sono diverse varietà regionali. Nella parte est di Tottori e in una parte di Nagasaki, si produce il tofu chikuwa aggiungendo il tofu al surimi. In genere si preferisce il tofu solido (momendōfu in giapponese).
A Yawatahama, nella prefettura di Ehime, si produce il Kawa-chikuwa (letteralmente "pelle di chikuwa"), che viene usato per avvolgere il pesce e gli spiedini alla griglia. Si tratta di un sottoprodotto del chikuwa, tuttavia consistenza e gusto sono diversi.